# Брел (река)
Брел (фр. Bresle) је река у Француској. Дуга је 72 km. Улива се у Ламанш. 